# Sormery
Sormery är en kommun i departementet Yonne i regionen Bourgogne-Franche-Comté i norra Frankrike. Kommunen ligger i kantonen Flogny-la-Chapelle som tillhör arrondissementet Avallon. År 2022 hade Sormery 386 invånare.

## Befolkningsutveckling
Antalet invånare i kommunen Sormery
| Referens: INSEE |